# 옥산초등학교 (경주시)
옥산초등학교는 대한민국 경상북도 경주시에 있는 공립 초등학교이다.

## 학교 연혁
- 1907년 10월 4일 : 사립 옥산학교 4년제 개교
- 1923년 4월 1일 : 6년제 개편
- 1944년 4월 1일 : 공립 옥산국민학교 인가
- 1949년 5월 1일 : 하계국민학교를 병합, 옥계국민학교로 개칭
- 1963년 5월 21일 : 옥산국민학교로 개칭
- 2000년 3월 1일 : 하강분교장 병합

## 참고 자료
- 옥산초등학교 - 한국교육학술정보원 학교알리미